# Jakob Haibel
Johann Petrus Jakob Haibel (auch Haibl; * 20. Juli 1762 in Graz, Steiermark; † 24. März 1826 in Diakowar, Slawonien) war ein österreichischer Komponist, Sänger (Tenor) und Chorregent.

## Leben

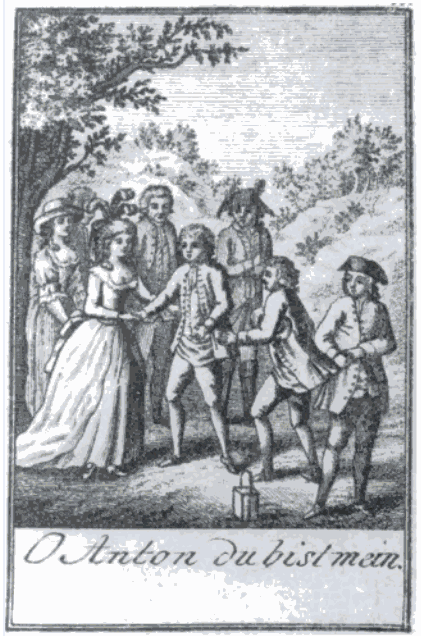
Jakob Haibel (ganz rechts) als Graf Fritz von Dorn in Benedikt Schacks Singspiel Die zween Anton, 1791

Über Haibels Ausbildung ist nichts bekannt. 1789 kam er als Schauspieler und Sänger an das von Emanuel Schikaneder geleitete Freihaustheater in Wien. Als Tenor sang er unter anderem den Monostatos in Der Zauberflöte zweyter Theil. Für das Theater komponierte er auch mehrere Singspiele und Operetten.
Noch vor dem Tod seiner ersten Frau Katharina im Jahr 1806 verließ er mit seiner Tochter Rosalia Wien und wurde Domkapellmeister des Bischofs von Bosnien in Diakowar in Slawonien. Am 7. Jänner 1807 heiratete er in Diakowar die Sängerin und Schwägerin Mozarts Sophie Weber, die er vermutlich in Wien kennengelernt hatte.
Seinen größten Erfolg als Komponist hatte Haibel 1796 mit der komischen Oper Der Tyroler Wastel nach einem Libretto Schikaneders, die im Freihaustheater 118 Mal aufgeführt wurde und deren Duett Tiroler sind oftn so lustig und froh sehr populär wurde. Das Menuett à la Viganò aus seinem Ballett Le nozze disturbate diente Ludwig van Beethoven als Grundlage für seine Zwölf Variationen (WoO 68). Als Domkapellmeister in Diakowar komponierte er mindestens sechzehn Messen.

## Werke
- Le nozze disturbate oder die unterbrochene Hochzeit, Ballett, 1795
- Der Einzug in das Feindesquartier, Singspiel, um 1795
- Der Tyroler Wastel, komische Oper, 1796
- Östreichs treue Brüder, oder Die Scharfschützen in Tirol, oder Der Landsturm (Fortsetzung des Tiroler Wastels), Singspiel, 1797
- Das medizinische Kollegium, komische Oper, 1797
- Astaroth, der Verführer, Oper, um 1798
- Papagei und Gans oder die cisalpinischen Perrücken, Singspiel, 1799
- Alle neun und ins Zentrum, Operette, 1803
- Der kleine Cesar oder Die Familie auf dem Gebirge, Schauspiel mit Gesang, 1804
- Das Scheibenschießen oder Die ausgespielten Bräute, Singspiel, 1804
- Der Hungerthurm oder Edelsinn und Barbarey der Vorzeit, Schauspiel mit Gesang, 1805
- Die Entstehung des Arlequins und der Arlequinette, Pantomime, 1805